# SIE
SIE (Standard Import och Export) är ett antal standarder i Sverige för överföring ev ekonomiska redovisningsdata mellan datorsystem. De togs fram av Föreningen SIE-gruppen 1992 och har sedan givits ut i flera nya versioner. Föreningen tillämpar BAS-kontoplanen och är delägare i BAS-kontogruppen.
Föreningen testar och godkänner ekonomiprogram så att de stämmer med standarden. En lista över godkända program finns på föreningens webbplats.